# Lady Writer
A Lady Writer egy dal a brit Dire Straits együttes 1979-es Communiqué albumáról. A szerzője Mark Knopfler énekes volt. Mikor a dal eredetéről kérdezték, azt válaszolta, hogy a TV-ben látott egyszer egy írónőt, és ez inspirálta a megírására. A dal szövege arra céloz, hogy a TV-beli írónő Szűz Máriáról beszél, ezért egyesek úgy tartják, hogy az a bizonyos írónő Marina Warner lehet. Maga Werner is egyetért ezzel, mert ugyanúgy 1979-ben jelent meg Alone of All Her Sex című könyve, amely egy tanulmány Szűz Máriáról  Archiválva 2007. szeptember 30-i dátummal a Wayback Machine-ben. A szövegét leszámítva a dal nagyban hasonlít az együttes első sikerére, Sultans of Swingre – különösen Pick Withers dobolása és Knopfler gitárszólói.
Kislemezen is megjelent, Angliában az 51., a Billboard Hot 100 listán a 45. helyet érte el.

## Külső hivatkozások
- Dalszöveg